# 克勞福德鎮區 (愛荷華州華盛頓縣)
克勞福德鎮區（英語：Crawford Township）是位於美國愛荷華州華盛頓縣的一個行政鎮區。

## 地方資料
根據2010年美國人口普查的數據，克勞福德鎮區的面積為93.51平方千米，當中陸地面積為93.36平方千米，而水域面積為0.15平方千米。當地共有人口595人，而人口密度為每平方千米6.36人。